# La Petite Gardeuse d'oies
La Petite Gardeuse d'oies, ou La Gardeuse d'oies (en allemand : Die Gänsemagd) est un conte de Jacob et Wilhelm Grimm. Il porte le numéro KHM 89.

## L'histoire

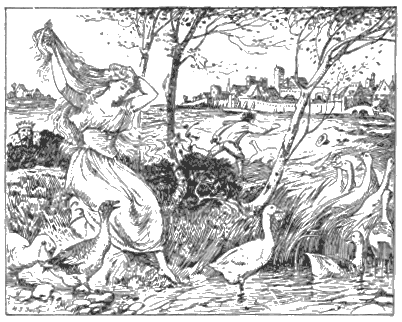
Illustration de H.J. Ford (1889).

Une princesse doit quitter sa mère la reine pour rejoindre l'époux qui lui est destiné. Celle-ci, entre autres présents, lui fait don d'un mouchoir sur lequel elle dépose trois gouttes de son sang, et d'un cheval nommé Falada, doué de la parole ; elle la confie aux soins d'une camériste.
En chemin, la princesse demande à deux reprises à sa suivante de puiser de l'eau pour elle avec un gobelet, mais celle-ci refuse avec hauteur. La deuxième fois, en se penchant pour boire, la jeune fille perd le précieux mouchoir que lui avait donné sa mère, et par là toutes ses forces.
La camériste, comprenant qu'elle est désormais à sa merci, l'oblige à échanger ses habits avec elle et prend sa place en lui faisant promettre de ne jamais révéler le secret. Arrivée au château, la camériste épouse le prince par tromperie, alors que la jeune princesse est obligée de garder les oies du roi. La camériste fait ensuite tuer le cheval Falada, de peur qu'il ne révèle toute l'histoire. Mais la princesse parvient à faire accrocher la tête du cheval au-dessus d'une porte de la ville et le salue tristement chaque jour en passant. Or même morte, la tête a toujours le pouvoir de parler et lui répond invariablement :
– Ô jeune reine, comme tu vas là, si ta mère savait cela, son cœur volerait en éclats.
La princesse est trahie auprès du vieux roi par un petit garçon qui l'accompagne aux prés et qui a remarqué ses cheveux d'or et ses échanges avec la tête de cheval. Elle refuse de dire au roi son secret, mais accepte finalement de le confier à un poêle de fonte, ce qui permet au roi de découvrir toute l'histoire, et d'apprendre que la gardeuse d'oies est en réalité la vraie princesse. Il en informe son fils, qui se réjouit car il a remarqué la beauté de la jeune fille. On organise un festin, à la fin duquel le vieux roi demande à la fausse reine ce que mériterait une personne qui se serait conduite de telle manière, en évoquant sa propre histoire. La suivante suggère un supplice, qui lui est aussitôt appliqué : elle périt dans un tonneau hérissé de clous, traîné par deux chevaux. La véritable princesse épouse le prince.

## Commentaires et analogies
Ce récit avait été raconté aux frères Grimm par Dorothea Viehmann. Il figure dans les Contes de l'enfance et du foyer depuis la première édition (1815), dans laquelle il portait le numéro 3 (à partir de la 2e : 89). Il a été l'un des premiers du recueil à avoir été illustré, par Ludwig Emil Grimm (1825) puis par George Cruikshank (1826). Il est associé au conte-type ATU 533 (La Tête de cheval qui parle) dans la classification Aarne-Thompson-Uther.
Le thème de l'échange de vêtements sous la contrainte au point d'eau, suivi du mariage par tromperie apparaît dans différentes versions du conte générique russe Front-de-cuivre (il s'agit du fils du tsar et de son valet).
Un poêle de fonte se retrouve dans le conte du même nom, Le Poêle de fonte (en allemand : Der Eisenofen, KHM 127) : un prince est condamné par une sorcière à rester enfermé dans le poêle, au fond d'une forêt. Le conte se rattache au thème d’Amour et Psyché.

## Adaptations
- Un film en 2009 ;
- Une chanson du groupe de musique allemand Faun qui porte le nom de "Falada"
- Un épisode de la série d'animation Simsala Grimm[2]